# Andrew Ranger
Andrew Ranger (ur. 20 listopada 1986 roku w Roxton Pond) – kanadyjski kierowca wyścigowy.

## Kariera
Ranger rozpoczął karierę w międzynarodowych wyścigach samochodowych w 2003 roku od startów w Formule Renault 2.0 Fran-Am, gdzie dziewięciokrotnie stawał na podium, w tym pięciokrotnie na jego najwyższym stopniu. Uzbierane 335 punktów pozwoliło mu zdobyć tytuł mistrza serii. W późniejszym okresie Amerykanin pojawiał się także w stawce Brytyjskiej Formuły Renault, Atlantic Championship, Champ Car, CASCAR Super Series, NASCAR Toyota All-Star Showdown, NASCAR Canadian Tire Series, NASCAR Nationwide Series, Grand American Rolex Series, NASCAR Sportsman Ippersiel, NASCAR K&N Pro Series - West, O'Reilly All Star Circuit of Champions, NASCAR Toyota All-Star Showdown, NASCAR Sprint Cup Series, ARCA Series, Grand Prix Electrique oraz NASCAR Camping World Truck.
W Champ Car Ranger startował w latach 2005-2006. W pierwszym sezonie startów stanął na drugim stopniu podium w Monterrey. Uzbierane 140 punktów dało mu dziesiąte miejsce w klasyfikacji generalnej. Rok później z dorobkiem dwustu punktów został sklasyfikowany na dziesiątej pozycji w końcowej klasyfikacji kierowców.